# Bethpage (Tennessee)
Bethpage – jednostka osadnicza w Stanach Zjednoczonych, w stanie Tennessee, w hrabstwie Sumner.